# Dawid Ogrodnik
Dawid Ogrodnik (Wągrowiec, Polonia, 28 de mayo de 1986) es un actor polaco.

## Biografía
Es graduado de la Escuela Técnica Superior de Teatro de Cracovia. Además, obtuvo un reconocimiento como mejor actor de reparto en la entrega número 37 del Festival de Cine Polaco de Gdynia.

## Filmografía
- 2013 : Ida, de Paweł Pawlikowski - Lis
- 2012 : Prawo Agat - Dawid Kowal
- 2012 : Jesteś Bogiem - Sebastian "Rahim" Salbert
- 2012 : Chce się żyć - Mateusz
- 2010 : Majka (serie de televisión) - Krzysztof Pakoca
- 2010 : Cisza - Grzesiek

## Participación en televisión
- 2013: SKUTKI UBOCZNE como Hank
- 2013: APNEA como Patryk
- 2014: El BRANCZ como Olaf
- 2015: WIZYTA como Jurek
- 2015: RYBKA CANERO como Zenon Vogel, hijo de Ignacio

## Reconocimientos
- Festival de Cine Polaco de Gdynia
- Mejor actor de reparto en 2012, por su papel de Leszek Dawid, de la película Jesteś Bogiem